# Aerotécnica AC-12
L'Aerotécnica AC-12 Pepo è un elicottero leggero biposto prodotto dall'azienda spagnola Aerotécnica S.A. negli anni cinquanta.

## Progettazione e sviluppo
L'AC-12 è stato progettato dal francese Jean Cantinieau, e come altri suoi progetti ha la distintiva struttura portante a "spina dorsale" che la collega dall'alto alla fusoliera e che fornisce il supporto al motore. I costi di sviluppo sono stati sostenuti dal governo spagnolo, e il primo dei due prototipi venne portato in volo per la prima volta il 20 luglio 1954.

## Storia operativa
Dodici esemplari (due prototipi e dieci di produzione) sono stati ordinati per fornire l'Ejército del Aire dove hanno servito per tre anni sotto la denominazione CE-XZ-2.

## Utilizzatori
Spagna
- Ejército del Aire